# Pintor de Oxford 529

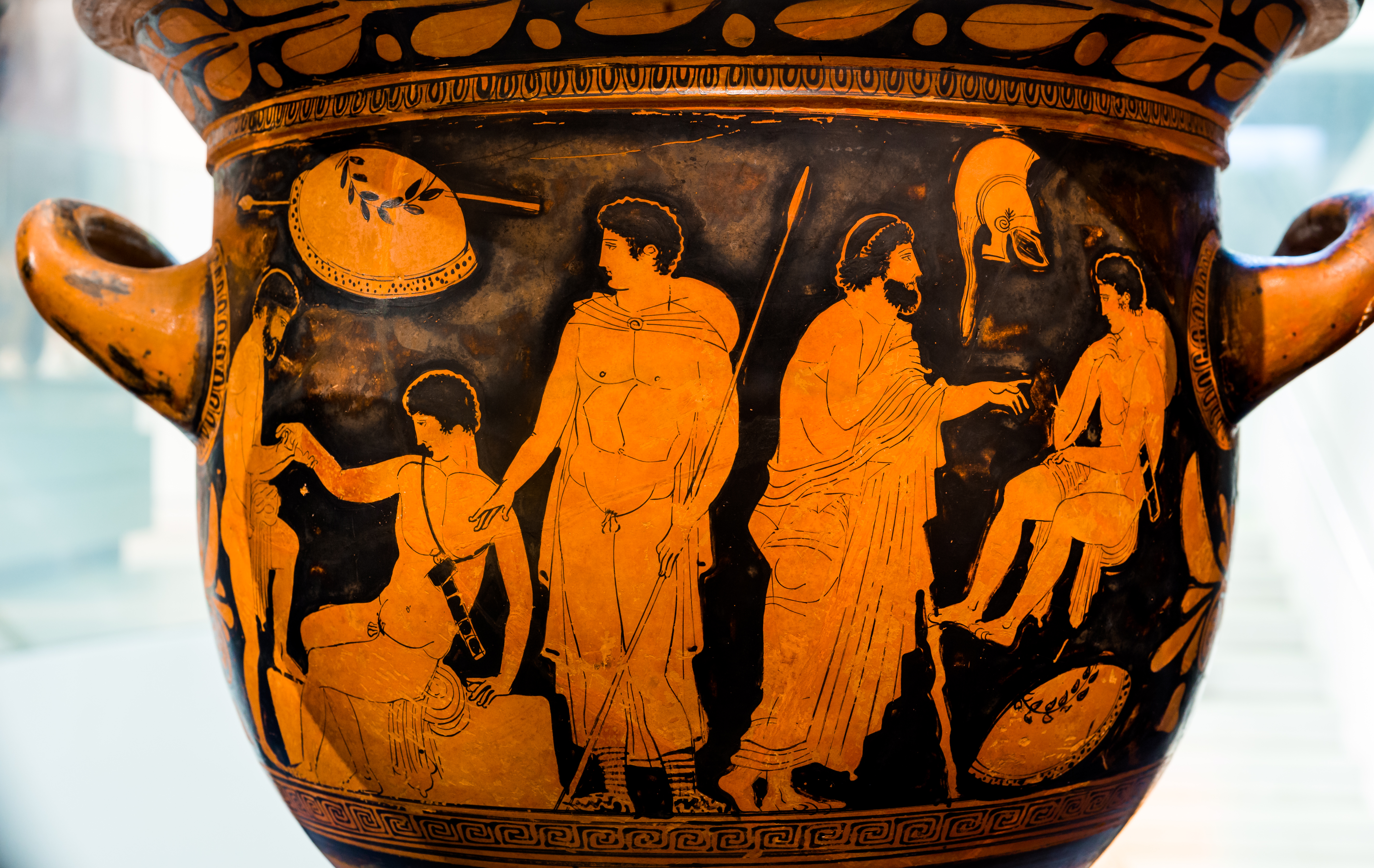
Crátera de campana ática de figuras rojas; guerreros en reposo, 430-410 a. C., Museo Ashmolean 1896.40 / V 529, Oxford.

Pintor de Oxford 529 es el nombre convenido de un pintor griego de  cerámica ática de figuras rojas, activo alrededor del 440/430 a. C.
Fue un manierista ático tardío, Recibe su nombre del historiador de arte británico John Beazley por la crátera de campana de Oxford que le atribuye (Ashmolean Museum 529), crátera descubierta en la ciudad siciliana de Camarina, que muestra cinco guerreros descansando en el lado A y tres jóvenes y un hombre en el lado B.
Como la mayoría de los manieristas, decoró vasos de gran tamaño (cráteras de campana y columnas y pélices) en su taller. Solo se le atribuyen cinco vasoss, pintados con un estilo solemne y sereno que recuerda al grupo de Polignoto.
Se pueden encontrar muchas similitudes estilísticas en sus pinturas con el Pintor del Duomo (por ejemplo, la mayoría de las figuras con himationes están representadas de manera muy similar) y, por lo tanto, es probable que fuera su alumno.Las obras de ambos artistas constituyen la fase tardía de la escuela manierista ática.